# Silene pseudotites
Silene pseudotites là loài thực vật có hoa thuộc họ Cẩm chướng. Loài này được Besser ex Rchb. miêu tả khoa học đầu tiên năm 1832.